# История Западной Виргинии
Западная Виргиния — штат в южном регионе США. История современной территории Западной Виргинии насчитывает около 14 000 лет и начинается с расселения племён коренных народов Америки в долинах рек Огайо и Канова. В XVII веке на территории появились первые европейские поселенцы. Территория Западной Виргинии сначала входила в состав колонии Виргиния, а затем — штата Виргиния. Во время Гражданской войны США жители горной части Виргинии предпочли поддержать Союз США. В 1861 году начался процесс отделения Западной Виргинии от Виргинии. В апреле 1862 года была принята конституция штата, а 20 июня 1863 года Западная Виргиния официально вошла в состав США, став 35-м по счету штатом.
После получения статуса штата экономическое развитие Западной Виргинии было основано на добывающих отраслях промышленности, в первую очередь угля, нефти, природного газа и лесных ресурсов. Первая мировая война послужила новым стимулом для промышленности, особенно химического производства. К середине XX века механизация, внешняя конкуренция и глобальная экономика привели к изменениям в промышленности Западной Виргинии. Многие традиционные отрасли промышленности пришли в упадок, появилась безработица. Население штата начало уменьшаться: многие жители уезжали в поисках работы. С 1980-х годов уменьшение количества рабочих мест в угольной промышленности начало компенсироваться появлением вакансий в образовательном, телекоммуникационном и высокопрофессиональном секторах. Правительство штата предпринимало усилия для перепрофилирования экономики штата.

## Доколумбовый период
Археологические находки свидетельствуют, что палеоиндейцы проживали на территории современного штата Западная Виргиния за 10 тысяч лет до прибытия первых европейских поселенцев. Люди кловис, а затем фолсом проживали на высокогорных равнинах к востоку от Скалистых гор. Они охотились на крупных животных, таких как мастодонты, мамонты, овцебыки и карибу. Наконечники копий культуры Кловис были найдены в долинах рек Огайо, Канова и Потомак, наибольшее количество — вблизи городов Сент-Мерис и Паркерсберг. Древние индейцы проживали в этом регионе в интервале от 7000 до 1000 до н. э. С потеплением крупные животные вымерли, основным источниками пропитания стали собирательство, охота на мелких животных, рыбалка. При раскопках в Сент-Олбансе в 1960-х годах были обнаружены свидетельства пребывания здесь индейцев около 7000 лет до н. э..
Вудлендский период продолжался с X века до н. э. до XVIII века н. э. и включал Аденскую, Хоупвеллскую и Миссисипскую традиции. Вудлендские индейцы выращивали подсолнечник, горчак, кукурузу, бобовые, освоили гончарное ремесло, проводили ритуальные захоронения. Во время вудлендского периода культура Адена была распространена в долине реки Огайо между Луисвиллом и Питтсбургом. Наиболее многочисленными артефактами этой культуры в Западной Виргинии являются курганы. Самое крупное захоронение, Грейв-Крик-Маунд, находится в Маундсвилле. В округе Тайлер были найдены земляные насыпи в форме кругов и стен. В первой половине I тысячелетия н. э. в долине реки Канова доминировала культура Армстронг, являющаяся частью хоупвеллской традиции. Находки около Сент-Олбанса и Саут-Чарлстона предполагают, что люди хоупвеллской традиции мигрировали на территорию нынешнего штата и смешались с населением культуры Адена. Во второй половине I тысячелетия н. э. появилась культура Бак-Гарден. К ней относятся многие курганы центральной Западной Виргинии. На севере штата в тот же период преобладала культура Уотсон-Фарм.
Миссисипская культура зародилась около нынешнего Сент-Луиса около 800—900 годов. Она распространилась на восток и доминировала в восточной Америке до прибытия европейских поселенцев. В Западной Виргинии представители этой культуры проживали в долинах рек Канова и Огайо. В позднем миссисипском периоде культура Форта-Эйншента заменила культуру Бак-Гардена и смешалась с миссисипской и вудлендской. Индейцы обычно проживали в деревнях овальной формы с населением в несколько сотен человек. Со временем поселения стали крупнее — до 1000—1500 человек. Культура Мононгахила была распространена в северной части штата и в западной Пенсильвании, она была похожа на культуру Форта-Эйншента, но деревни Мононгахила были меньшими по размеру.

## Европейская колонизация
Хотя на территории Западной Виргинии проживало множество индейских племён до европейской колонизации, первые европейские поселенцы и исследователи практически не сталкивались с коренным населением. По одной из версий к XVII веку индейцы объединились в племена, среди которых наиболее значительными в восточной Америке были ирокезы и чероки. Они заявили права на территорию Западной Виргинии, и, вероятно, заставили племена шауни, делаваров и минго покинуть штат. По другой версии, поселения индейцев пострадали от эпидемий и тяжёлых условий для сельского хозяйства. В поселениях Мононгахила и Форт-Эйншент были найдены стеклянные бусы, латунные котелки и железные предметы, что свидетельствует о торговле индейцев с европейцами.
В 1606 году король Англии Яков I закрепил за Виргинской компанией право на колонизацию земель, которые включали современные штаты Виргиния, Западная Виргиния, Кентукки, части Северной Каролины, Делавэра, Пенсильвании и Нью-Йорка. Первые поселенцы прибыли в Джеймстаун в 1607 году и основали колонию Виргиния. После индейских войн в 1622 и 1644 годах поселенцы начали строить форты в своих городах. В Виргинии они находились на реках Джеймс, Памунки, Чикахомини и Аппоматтокс. Эти защищённые поселения стали центрами торговли пушниной.
В 1669—1673 годах первопоселенцы провели исследования новых территорий, в том числе были описаны Скалистые горы. В 1671 году из Форта Генри была направлена экспедиция на запад по реке, которую поселенцы назвали Вудс (в честь Абрахама Вуда, основателя форта; ныне Нью-Ривер). Экспедиция достигла Питерс-Фолл, который сейчас находится вблизи границы штатов Виргиния и Западная Виргиния. На основании сделанных в походе открытий Англия заявила права на всю долину реки Огайо. Франция со своей стороны заявила, что их исследователь Ла Саль прибыл на берега Огайо в 1669 году, что даёт им право также претендовать на долину реки. Французы построили несколько фортов на реке.
В 1753 году английский губернатор Виргинии Роберт Динвидди, решив остановить распространение Франции, отправил 21-летнего Джорджа Вашингтона в форт Ле-Бёф около озера Эри передать французам требование вывести свои войска. По совету Вашингтона губернатор решил построить форт на слиянии притоков Огайо Аллегейни и Мононгахила, где ныне расположен город Питтсбург. Англичане начали строить форт, но в апреле 1754 года недостроенный форт был захвачен французами, которые построили на том же месте свои укрепления под названием форт Дюкен. По просьбе губернатора Динвидди для захвата форта была отправлена экспедиция Брэддока. В ходе битвы при Мононгахиле войска Брэддока потерпели поражение. Коренное население поддерживало французов в этой войне. Индейцы разрушили английское поселение на Гринбрайере и совершили несколько нападений на поселенцев на Потомаке. В 1758 году генерал Джон Форбс изгнал французов и разрушил форт Дюкен. В том же году было начато строительство форта, получившего название форт Питт. К 1759 году англичане контролировали все основные позиции в Северной Америке. В 1763 году был заключён Парижский мирный договор, по которому Франция уступила долину Огайо и всю свою территорию на восточном берегу Миссисипи Англии.
В 1763 году Понтиак возглавил восстание индейских племён против английских колонизаторов. В 1763 году были повторно разрушены поселения на Гринбрайере, пострадали поселения в долине Мононгахилы. Для того чтобы стабилизировать отношения с индейцами путём регламентации торговли мехами, колонизации и покупки земель на западной границе Британское правительство приняло Королевскую декларацию 1763 года, которая запретила захват территорий к западу от гор Аллегейни, что привело к миру. Начиная с 1769 года, пионеры начали активно заселять долины рек Огайо, Мононгахила, Гринбрайер и Канова. Декларация не учитывала интересы племён шауни, делаваров и минго, что привело к новым столкновениям и к войне Данмора. 10 октября 1774 года произошло сражение при Пойнт-Плезанте, в котором виргинское ополчение под командованием Эндрю Льюиса победило индейцев шауни и минго, возглавляемых Маисовым Стеблем. Это привело к заключению мирного договора, по которому индейцы не могли претендовать на земли к югу от реки Огайо.
Местонахождение первого европейского поселения в Западной Виргинии не определено. Возможно, около современного Шефердстауна находилось поселение «Потомоке» около 1717 года. Наиболее известной версией является предположение, что валлиец Морган Морган основал первое поселение около Банкер-Хилла, округ Беркли в 1731 году. Хотя согласно современным исследованиям известно, что на момент прибытия Моргана Моргана поселенцы уже проживали в Западной Виргинии. До 1730-х годов территории были мало населены из-за труднодоступности — поселенцы к западу от голубого хребта были практически отрезаны от остальных европейских поселений. Для увеличения миграции на запад Виргиния изменила своё земельное законодательство и предложила землю распространителям, каждый из которых мог получить по 4 км² на каждого нового поселенца к западу от хребта. Многие из спекулянтов запросили гранты на 40-400 км². В 1719 году Томас, 6-й лорд Ферфакс из Камерона, получил право собственности на огромную территорию, соответствующую современным округам Джефферсон, Беркли, Морган, Хэмпшир, Харди и Минерал и части Грант и Такер. После начала активной миграции в 1730-х годах лорд Ферфакс попросил правительство не предоставлять его земли другим поселенцам. Вопрос оставался не решённым до компромисса 1745 года, который подтвердил права лорда, однако он признал права землевладельцев уже получивших участки на его землях.
Территории Западной Виргинии предполагалось включить в четырнадцатую колонию Вандалия. В 1769 году Сэмюэль Уортон направился в Лондон, чтобы утвердить заявку. Хотя ему удалось завоевать голоса нескольких влиятельных членов кабинета, и в 1772 году комитет плантационных дел утвердил грант на создание колонии компанией Гранд-Огайо, Вандалия никогда не смогла стать настоящей колонией. Противоречия по поводу границ колонии, противодействие со стороны других членов кабинета и торговых групп и разразившаяся война за независимость США помешали развитию колонии. В начале войны появилось предложение об организации 14-го штата Уэстсильвания, однако оно было отклонено Конгрессом.
Жители территории Западной Виргинии участвовали практически во всех сражениях Войны за независимость США, также снабжали войска вооружением, одеждой и едой. Часть населения пыталась остаться нейтральной к конфликту, однако многие военные, участвовавшие в войнах с индейцами, вступили в континентальную армию, среди поддержавших британцев оказались лоялисты. Крупных битв на заподновиргинской территории не было, для местного населения война стала продолжением войны Данмора с индейцами, так как коренное население территории поддержало британцев. В 1777 году индейцы нарушили перемирие и атаковали форт Генри в Уилинге. В 1778 году были совершены нападения на форт Рэндольф в Пойнт-Плезант и форт Доннели в округе Гринбрайер. Индейские рейды продолжались даже после британского поражения при Йорктауне 1781 года. Последнее значительное сражение на территории Западной Виргинии, связанное с революционной войной, произошло в 1782 году, когда около 200 индейцев осадили форт Генри.

## В составе американского государства
25 июня 1788 года был создан штат Виргиния со столицей в Ричмонде, территория Западной Виргинии входила в его состав. Из 170 делегатов 16 представителей были из западных территорий. Новое правительство Вашингтона сосредоточилось на расширении границ на восток и сражениях с индейцами. В 1794 году генерал Энтони Уэйн провёл решающее сражение в Северо-западной индейской войне — битву при Фоллен-Тимберс. После его победы и заключения Гринвиллского договора, индейцы потеряли большую часть долины Огайо.
После окончания Войны за независимость началась новая волна миграции на запад. На территории Западной Виргинии поселенцы распространялись по долинам Мононгахиле, Огайо и Кановы. В 1790 году население Западной Виргинии составляло 55 873 человека. Рост населения требовал организации администрирования новых территорий. До войны территория была разделена на округа Хэмпшир, Беркли, Финкасл, Ботетур, Огаста и плохо определённый район Уэст-Огаста, созданный в 1773 году для контроля за притоками Огайо. В 1776 году Генеральная Ассамблея разделила район Уэст-Огаста на округа Мононгейлия, Огайо и Йогогания, округ Финкасл на округа Кентукки, Вашингтон и Монтгомери. В 1778 году часть округа Ботетур, расположенная в Аллеганах стала новым округом Грибрайер. К 1830 году на территории Западной Виргинии было уже 22 округа.
В 1779 году Ассамблеей был принят Закон о Виргинской земле, который значительно повлиял на развитие территории. Закон признавал права ранних поселенцев, имевших землю до 1 января 1778 года, на 400 акров и давал им возможность приобрести дополнительно 1000 акров по льготной цене. Это узаконило владения компаний Огайо и Гринбрайера. Закон также позволял покупать и продавать права преимущественной покупки и иски для ветеранов, основанные на военных и казначейских ордерах, что позволило спекулянтам приобретать огромные территории штата, даже не проживая в нём. Это привело к тому, что в Виргинии новые эмигранты не могли селится на пустых территориях, так как они принадлежали отсутствующим владельцам, которые не занимались их благоустройством и развитием. К 1805 году 250 человек владело примерно шестой частью территории. Новые поселенцы часто занимали земли отсутствующих владельцев и заявляли свои права собственности на неё.
До конца XIX века большинство жителей Западной Виргинии занималось сельским хозяйством. Ранние отрасли промышленности, включая зерновое и текстильное производство, часто были связаны с землёй. Однако, война 1812 года спровоцировала развитие индустрии, в первую очередь добычу соли и железа. В 1817 году была открыта Солевая компания Кановы, которая объединила большинство производителей соли вблизи Чарлстона. Солевая промышленность стимулировала экономику, начали появляться лесопилки, корабельные предприятия, производства бочек и угольные шахты. Окрестности Уилинга и долина Мононгахилы стали важными центрами по добыче и обработке железа. Перед началом Гражданской войны около Бёрнин-Спрингс в округе Уэрт было найдено месторождение нефти.
Рост населения, появление городов и развитие промышленности требовали улучшений транспортной системы. В 1818 году между Камберлендом и Уилингом была проведена главная дорога в регионе. До Гражданской войны успели провести ещё три дороги, соединивших Уинчестер и Паркерсберг, реки Джеймс-Ривер и Канова, Стонстон и Паркерсберг. Активно развивались и водные пути. С 1816 году по реке Огайо ходили пароходы. Первая железнодорожная линия в Западной Виргинии принадлежала Baltimore and Ohio Railroad. Она была проведена из Харперс-Ферри в Уилинг в 1853 году. Другая важная железнодорожная ветка соединила Графтон и Паркерсберг.

## Гражданская война и отделение Западной Виргинии

### Секционализм
В начале XIX века в Виргинии начали проявляться различия между восточной и западной частью штата, начинавшейся за Голубым хребтом. С одной стороны, это было основано на различиях в природных условиях — большая часть территории Западной Виргинии находится на Аллеганском плато. Она была не приспособлена к плантационной экономике, свойственной для восточной Виргинии. Однако, на территории были значительные залежи полезных ископаемых, что предполагало развитие в первую очередь горнодобывающей промышленности, а не сельского хозяйства. Также, восточные и западные жители Виргинии имели разное культурное наследие: западная часть заселялась медленнее из-за тяжёлодоступности и в основном эмигрантами из Германии, Шотландии и Ирландии, в то время как население восточной Виргинии быстро росло и имело преимущественно английское происхождение. Согласно конституции штата 1776 года каждый округ имел по два представителя в Палате представителей. Так как на восточной части штата было больше округов, большинство мест в Ассамблее принадлежало восточным жителям, и их экономические интересы были более выражены во внутренней политике штата. Они не пропускали законы, связанные с увеличением налогов, что могло улучшить положение горной части штата. Западные представители несколько раз пытались изменить конституцию. В 1816 году под угрозой выхода из штата части округов, Конституция была изменена, были добавлены несколько представителей из западных земель. Поправки 1830 года также незначительно изменили ситуацию. В 1851 году был принят новый вариант конституции, который уровнял политические права частей штата и позволил Джозефу Джонсону с запада стать губернатором штата, однако в экономическом плане ситуация улучшилась незначительно.
В то же время между востоком и западом были значительные различия по отношению к рабству. На горных территориях оно было мало распространено (на 1850 год на нынешней территории Западной Виргинии было 6,8 % рабов от общего числа населения). Хотя западные жители не поддерживали аболиционистских взглядов, они предлагали медленный отход от рабства, так как было распространено мнение, что оно тормозит экономическое развитие территории, а полезные ископаемые и свободный наём рабочих привлечёт инвестиции, промышленность и людей. В 1857 году Эли Тайер из Массачусетса создал поселение из 500 человек в Западной Виргинии, основанное на равенстве труда, чтобы показать жителям юга преимущества отмены рабства. Президент Вашингтонского колледжа Генри Раффнер опубликовал книгу, в которой осуждал рабство, как явление препятствующее экономическому развитию и образованию. В 1859 году аболиционист Джон Браун и его отряд мятежников атаковали арсенал в Харперс-Ферри для захвата оружия и вооружения рабов.

### Отделение Западной Виргинии
В 1860 году президентом США стал Авраам Линкольн. Южные штаты начали выходить из США. Губернатор Летчер назначил специальную сессию Виргинской Генеральной Ассамблеи на 7 января, на которой было предложено обсудить вопрос сецессии штата. Губернатор предлагал умеренную позицию по вопросу отделения, осуждая как сецессию Каролин, так и аболиционистские настроения Новой Англии. На современной территории Западной Виргинии были выражены профедеральные настроения — политики штата были уверены, что создание Конфедерации и отделение от США приведёт к экономическому краху западной части Виргинии.
После захвата форта Самтер 12—13 апреля 1861, в своей прокламации Линкольн объявил призыв добровольцев, что явилось формальным началом Гражданской войны. В апреле Виргиния вновь поставила вопрос о сецессии. В ходе голосования 88 против 55 представителей проголосовали за выход из США. Из 47 представителей Западной Виргинии 32 проголосовали против выхода. Джон Карлайл и несколько других представителей, вернувшись домой, организовали оппозицию решению конвенции. В результате представители 37 округов западной части Виргинии встретились в мае на так называемой Первой конвенции Уилинга. На ней появились предложения немедленно предпринять действия по созданию нового штата, однако большая часть представителей предпочли отложить решение и встретится в июне, так как официально отделение Виргинии ещё не произошло, и ситуация могла поменяться.
23 мая 1861 года прошёл референдум по отделению Виргинии от США. 9 округов в южной части западной Виргинии проголосовали за сецессию, в её северо-западной части 24 из 35 округов предпочли остаться в США. В июне 1861 года была созвана Вторая конвенция Уилинга, на которой было решено выразить благодарность США за защиту и помощь западным округам Виргинии, так как уже начались боевые действия. По итогам конвенции было создано «Реорганизованное, или восстановленное, правительство Виргинии» в Уилинге. Губернатором был выбран Фрэнсис Пьерпонт, а сенаторами США — Уилли и Карлайл. Во время Гражданской войны в Виргинии было два правительства, одно в Уилинге и одно в Ричмонде. В октябре 1861 года избиратели 41 округа Виргинии проголосовали за образование нового штата, конституция нового штата была принята в апреле 1862 года. Однако, для официального отделения штата необходимо было согласие правительства Виргинии, Ричмонд был против отделения, и сепаратисты обратились к реорганизованному правительству, которое и дало разрешение.
В Сенате США была подана петиция по входу Западной Виргинии в Союз в качестве рабовладельческого штата. Она была передана в Комитет по территориям, членом которого был Карлайл. Карлайл, который ранее выступал за создание нового штата, вынес такие предложения, которые почти остановили вступление. В этот критический момент Уилли предложил план постепенной отмены рабства в Западной Виргинии. Поправка Уилли была внесена в Конституцию штата, и законопроект о принятии Западной Виргинии прошёл в обеих палатах Конгресса. Конституционный конгресс Западной Виргинии был вновь созван в феврале 1863 года и принял поправку Уилли. В соответствии с заявлением президента Авраама Линкольна Западная Виргиния вступила в Союз 20 июня 1863 года в качестве 35-го штата.

### Гражданская война
На момент принятия Западной Виргинии в Союз на её территории уже шли активные боевые действия более двух лет. Существуют разные оценки количества людей из Западной Виргинии в армиях союзников и конфедератов. По мнению Чарльза Амблера и Фестуса Саммерса около 80 % населения поддержали США, а 20 % населения — КША. Более поздние оценки сходятся к соотношению 60 % за Союз, 40 % за Конфедерацию.
С началом призыва в апреле 1861 года, те, кто поддерживал Союз, отказались вступать в армию конфедератов и сформировали собственные объединения. Для контроля за западными округами, объединившимися против отделения от США, был создан департамент Огайо под командованием Джорджа Маккелана. К маю были сформированы как 1-й Вирджинский пехотный полк со стороны конфедератов, так и 1-й Вирджинский пехотный полк добровольцев со стороны союзников. На территории начали происходить стычки для захвата арсеналов. Борьба за западную Виргинию стала одной из первых кампаний гражданской войны. Маккелан начал вытеснять конфедератов с западных территорий Виргинии. 25 мая 1861 года полковник Джордж Портерфилд с 25-м и 31-м Вирджинскими пехотными полками занял Графтон, оставленный союзниками, и поручил разрушить мост на железной дороге Baltimore and Ohio Railroad. Пока войска союзников возвращались в Графтон, Портерфилд отступил в Филиппи. 3 июня 1861 года произошло столкновение при Филиппи, иногда считающееся первым наземным сражением Гражданской войны, закончившееся преимуществом для северян. 11 июля Маккелан разбил конфедератов при Рич-Маунтин. К концу лета войска союзников контролировали долины рек Мононгахиле и Канова. Стратегически важные сражения при Филиппи и Рич-Маунтин были частью плана кампании генерала Джорджа Маккеллана для сохранения перевозок по железной дороге Балтимор-Огайо и установления контроля над западной частью Виргинии. В конце июля Маккеллан стал командующим Потомакской армией, а на его место назначили Уильяма Роузкранса.
В сентябре южане попытались нанести контрудар силами, которыми командовал генерал Ли. Победа США при Карнифекс-Ферри в сентябре 1861 года помешала армии конфедератов разделить федеральные армии. В сражении при Чит-Маунтин генерал Ли пытался вернуть потерянные территории, однако из-за неверных разведданных и плохой связи между частями армии Юга сражение окончилось неудачно для армии КША. К зиме 1861-62 годов большая часть военной деятельности в Западной Виргинии заключалась в партизанской войне. В 1862 и 1863 годах было несколько рейдов армии Конфедерации на территорию, контролируемую Соединенными Штатами. В 1862 году территория была затронута кампанией конфедератов в долине Шенандоа. В январе военная Экспедиция в Ромни привела к повреждению железной дороги Балтимор-Огайо, однако, из-за тяжёлых погодных условий войска КША оставили город. Самыми крупными битвами на современной территории Западной Виргинии были сражения при Харперс-Ферри и при Шепардстауне в сентябре 1862 года в ходе Мерилендской кампании. Первое сражение закончилось крупной капитуляцией федеральных сил и захватом боеприпасов и продовольствия. Во втором сражении были одни из самых крупных потерь у армий среди битв, произошедших на территории Западной Виргинии. Это убедило командование обеих армий в окончании Мерилендской компании генерала Ли — в результате сражения он отменил повторное вторжение в Мэриленд. Одной из последних битв на территории была битва при Дроп-Маунтин 6 ноября 1863 года, после победы в которой союзные войска получили контроль над большей частью территории нового штата Западная Виргиния.

## В качестве штата

### Политика
После окончания войны политика нового штата была направлена на эмансипацию рабов и укрепление федеративной власти. Основным отличием Западной Виргинии от остальных южных штатов, подвергнувшихся реконструкции, было то, что она отделилась в ходе Гражданской войны, и одним из условий существования штата был отказ от рабства. После войны власть в штате получили не освобождённые рабы или приезжие, а местные политики, права которых в Виргинии были менее признаны. Многие из реформ проведённых в то время были отражением их желаний для Западной Виргинии за время её нахождения в составе Виргинии. Губернатор штата Артур Борман и республиканцы, которые имели большинство в Легислатуре штата, ограничивали политические возможности для бывших конфедератов, большинство из которых были демократами. Ограничения были убраны только в 1871 году.
Легислатура Западной Виргинии была создана согласно параграфу VI конституции штата Западная Виргиния, который утверждал предоставление законодательной власти легислатуре, разделённой на 2 палаты: Сенат и Палату делегатов. Первоначально в Легислатуре было всего 65 членов — 18 сенаторов и 47 делегатов. Общее количество выросло до 89 в 1872 году, когда количество сенаторов увеличилось до 24 и делегатов — до 65 человек. Последнее изменение числа делегатов произошло в 1952 году, числа сенаторов — в 1964 году. С момента основания штата до 1 апреля 1870 года его столицей был Уилинг, затем официальную столицу перенесли в Чарлстон. В 1875 году административный центр вновь вернули в Уилинг. Чтобы окончательно решить вопрос легислатура штата провела референдум и большинством голосов было решено сделать постоянной столицей штата Чарлстон с 1885 года. Во время разделения Виргинии статус двух округов — Джефферсона и Беркли — был не определён. Их включение в Западную Виргинию было утверждено Конгрессом США в 1866 году. Округа Грант, Минерал, Линкольн, Саммерс и Минго были сформированы после 1863 года. Последний, Минго, был выделен из состава округа Логан в 1895 году и был назван в честь племени вождя Логана — минго.
В Западной Виргинии существовало две партии с момента создания, однако настоящая конкурентная двухпартийная система в штате существовала не часто. В горном штате циклически менялась главенствующая партия. Первый период был с 1863 по 1871 год, когда первенство в штате принадлежало республиканцам, в первую очередь из-за реконструкции. В то время избирательные права южан и бывших служащих конфедеральной армии было ограничено, что было изменено в 1871 году поправкой к конституции штата. С 1872 года по 1796 год штат возглавляли демократы. В 1896 году республиканцы вернули контроль и держали его до Великой депрессии, когда новый курс Рузвельта изменил политическую ситуацию в штате. В Сенате штата дважды за свою историю существования количество сенаторов от демократической и республиканской партии совпадало (в 1910 и 1912 годах). Это привело к застою 1911 года, когда выборы в Сенат США проходили в Сенате. В тот год демократы контролировали Палату делегатов, однако губернатором штата был республиканец. В попытке не допустить назначения двух сенаторов-демократов, республиканцы решили не участвовать в кворуме. В этом случае выбор предоставлялся губернатору. Две партии пришли к компромиссу, по которому в Сенат США были выбраны два демократа, однако Президентом Сената Виргинии стал республиканец.
В 1933 году демократы получили преимущество в легислатуре и на губернаторском посту и держали его больше полувека. В 1932 году жители Западной Виргинии проголосовали за поправку об ограничении налогов для фермеров и владельцев земли. Хотя поправка была очень популярна, она усугубила экономический кризис в штате во время Великой депрессии, так как местные администрации перестали получать значительную часть своих доходов. Демократическая партия в 30-е годы разделилась в своих взглядах. Часть, возглавляемая губернатором штата Херманом Кампом, отстаивала контроль штата и противостояла новой федеральной политике, с другой стороны, часть, под контролем сенатора США Мэтью Нили, поддерживала политику нового курса Рузвельта и федеральное управление. Губернатор Гомер Холт, выбранный в 1936 году, продолжил политику Кампа.
Главенство демократов оставалось большую часть XX века. Во время 70-й легислатуры (1990—1992 годы) в Сенате штата был только один республиканец. В начале XXI века республиканцы опять начинали активно конкурировать с демократической партией. На 2015 год губернатором штата Западная Виргиния является Эрл Рэй Томблин (демократ), в Сенате было 16 демократов и 18 республиканцев, в Палате делегатов 36 демократов и 64 республиканца.

### Система образования
Первые школы на территории Западной Виргинии появились с европейскими поселенцами в XVIII веке. Они были открыты в поселениях Ромни и Гринбрайер. В Шефердстауне были как немецкоязычная и англоязычная школы в 1762 году. В 1778 году была открыта первая средняя школа Академия Брука. К 1860 году на территории было только одно высшее учебное заведение — Бетани колледж, основанный Александром Кэмпбеллом в 1840 году. До Гражданской войны система бесплатного образования практически не развивалась.
В 1863 году первая конституция штата создала систему бесплатного школьного образования. Округа были разделены на тауншипы и на районы, которые должны были организовать школьное образование. Конституция обязывала также предоставить образование афроамериканцам. В 1867 году в Харперс-Ферри был открыт Сторер-Колледж для обучения бывших рабов. В 1868 году был открыт университет Западной Виргинии. Основные изменения в образовательной системе произошли между 1872 годом и Первой мировой войной, когда управление финансированием школ перешло к комиссии во главе с губернатором штата, была введена новая система оценок учеников. Конституция 1872 года продолжила поддержку общего образования, в то же время увеличивая сегрегацию между белыми и чёрными студентами. В 1882 году была принята минимальная зарплата для учителей, а в 1893 году была введена система подготовки и сертификации учителей. В 1903 году для учителей был введён общий экзамен.
Высшее образование штата развивалось не активно из-за того, что традиционно финансирование распределялось неравномерно на школы и университеты. К 1897 году в штате не было ни одной высшей школы первого класса, а новообразованные колледжи по уровню образования были сравнимы со старшими классами школы. Колледж Маршалла оставался лидером в области педагогического образования, но даже он получил разрешение выдавать дипломы бакалавра только в 1920 году. С 1901 года началось увеличение финансирования высших учебных заведений. С 1929 года началось новое реформирование школьной системы, направленное на изменение налогового обеспечения. 398 школьных округов были заменены на 55 округов, совпадающих с административными единицами. По решению Верховного суда 1954 года начала проводиться десегрегация школ.

### Экономическое развитие
После создания штата экономическое развитие Западной Виргинии было основано на добывающих отраслях промышленности, в первую очередь на добыче угля, нефти, природного газа и лесных ресурсов. В конце XIX века правительство штата стремилось облегчить последствия Гражданской войны и реконструкции и создать благоприятный климат для роста промышленности. К 1913 году годовая добыча угля превысила 28 миллионов тонн. Штат занимал первое место в стране по добыче нефти в 1898 году и природного газа в 1906 году. Производство древесины достигло своего максимума в 1909 году. В начале века в штате было достаточно развито сельское хозяйство, но уже начался активный процесс миграции в города. Из-за роста промышленности появилась необходимость в новой рабочей силе, в штат начали приезжать эмигранты из южной и восточной Европы, Австралии, афроамериканцы с юга США.
Первая мировая война стала новым стимулом для промышленности, особенно химического производства. Федеральное правительство открыло в долине Канова завод по производству горчичного газа в Беле и бездымный пороховой завод в Нитро. Химические предприятия в долине Кановы быстро расширялись в первой половине XX века и выпускали большое количество новых продуктов, в том числе резину, пластмассы, искусственные, нейлоновые и автомобильные антифризы. Вторая мировая война ещё больше стимулировала химическую промышленность в Западной Виргинии. Долина Кановы стала одним из химических центров мира. В первой половине XX-го века быстро развивались текстильная, глиняная, стекольная и электроэнергетическая отрасли. В округе Хэнкок изготавливали фарфоровую посуду. Штат стал пионером в разработке и использовании современного стеклообрабатывающего оборудования. Открылись предприятия Fostoria, Blenko, Fenton и Pilgrim.
Исторически, горнодобывающая промышленность была одной из самых опасных для здоровья. Случались несчастные случаи с летальным исходом, однако было и несколько крупных катастроф: Мононга в 1907 году, Экклс в 1914 году, Бенвуд в 1924 году, Фармингтон в 1968 году. В 1930-х годах Голи-Бридж стал известен из-за строительства дамбы Хоук-Нест и туннеля. В годы депрессии на строительство съехалось большое количество рабочих, они копали туннель под горой Голи, длинной около 5 км. Вскоре после начала работ, рабочие начали умирать от силикоза. Это была одна из крупнейших промышленных катастроф в истории США, приведшая к смерти более 400 человек. В 1972 году в результате прорыва дамбы угольной компании в Буффало-Крик погибло 125 человек.
Индустриализация Западной Виргинии привела к появлению организованного рабочего движения. Первым значительным профсоюзом стала организация «Рыцари труда», основанная в 1869 году. В 1877 году они открыли первый офис в Паден-Сити, а затем были созданы ещё 16. Великая железнодорожная забастовка в 1877 году стала первой общенациональной промышленной забастовкой, она началась в Мартинсберге и закончилась только с федеральным вмешательством. В 1880 году «Рыцари труда» поддержали неудачную забастовку шахтеров в Хоукс-Нест, округе Фейет. В 1881 году была создана Американская федерация труда, а в 1890 году Объединение шахтёров Америки. В начале XX века в эти организации входило до половины рабочих Западной Виргинии. Движение было направлено против системы эксплуатации, применяемой угольными компаниями в Западной Виргинии. Часто проходили вооружённые столкновения, такие как битва в Мэтуоне, битва у Тага, битва у горы Блэр. Последним эпизодом движения стал вооружённый марш на Логан, который закончился только с указом Президента о вмешательстве армии США.
Во время Великой депрессии в Соединённых штатах начались фундаментальные реформы в политической, экономической и социальной жизни. В это время в некоторых округах Западной Виргинии безработица доходила до 80 %. В 1932 году Рузвельт представил проект Нового курса. Закон о восстановлении национальной промышленности предложил рабочим преимущества, за которые они долго боролись — восьмичасовой рабочий день, заключение коллективных договоров. После признания этого закона неконституционным, основные моменты, связанные с трудом, были включены в закон Вагнера 1935 года. В начале депрессии количество фермеров значительно увеличилось за счёт безработных шахтёров, однако к середине 1930-х годов многие из сельскохозяйственных рабочих начали оставлять фермы, находя работу на горных полях сложной. Они искали трудоустройство в городах или других штатах. Часть безработных шахтёров и фермеров нашла трудоустройство с помощью государственных программ. Они предлагали работу в сфере строительства административных зданий, дамб, аэропортов, мостов, школ и больниц. Для молодых людей предлагалась работа в парках штата и восстановительных работах.
С 1960-х годов началось активное выделение федеральных денег для Западной Виргинии. В 1965 году была создана Региональная комиссия Аппалачей, которая поддержала строительство медицинских центров, обеспечения контроля эрозии. 80 % её бюджета было направлено на разработку сети шоссе в регионе. В 1968 году была внесена поправка к Конституции Западной Виргинии, которая обязывала губернатора нести ответственность за бюджет штата. С 1970 года губернаторам разрешалось находится на посту 2 срока в подряд.
Важным вопросом внутренней политики штата оставалась экономическая регуляция. Многими политиками штата осуждались открытые горные работы, как наносящие значительный вред окружающей среде и предлагалось либо ограничение, либо полный запрет на поверхностные работы. Как губернаторы штата, так и его представители в Конгрессе США, пытались привлечь в штат иностранные инвестиции. Сенатор Роберт Бёрд принёс в штат около миллиарда долларов из федерального бюджета, что привело к появлению множества федеральных проектов и предприятий на территории Западной Виргинии.
К середине XX-го века механизация, внешняя конкуренция и глобальная экономика привели к изменениям в промышленности Западной Виргинии. Многие традиционные отрасли промышленности пришли в упадок. Появилась безработица. Тысячи шахтеров и других рабочих потеряли работу и уехали из штата. Население сократилось с 2 500 552 в 1950 году до 1 860 421 в 1960 году. Уменьшение населения продолжилось в 1960-х и 1980-х годах. Множество горных городов стали городами-призраками. Добыча угля продолжает снижаться в XXI веке особенно в южной части штата, где началась активная добыча натурального газа. С 1997 по 2013 год производство упало на 35 %. Тем не менее, и в начале XXI века Западная Виргиния поставляла около половины угля, экспортируемого Соединёнными Штатами.
В 1990-х годах экономика штата начала восстанавливаться, за счёт развития автомобильной и деревообрабатывающая промышленностей, а также сферы услуг и туризма. Поступали инвестиции от японских, тайваньских и британских фирм. Сфера услуг, включая банковское дело и страхование, недвижимость и быстро развивающееся здравоохранение, к концу XX века составляла 68 % ВВП штата. За 2010 год туристы потратили в Западной Виргинии 4,27 миллиардов долларов, а сфера туристических услуг предоставляла 44 000 рабочих мест. Наиболее популярными объектами были парки штата, места битв Гражданской войны и музеи, ярмарки и фестивали. Туристов также привлекает природа штата и возможности для спуска по горным рекам, скалолазания, пешеходных прогулок в горах, мотоспорта, лыжного спорта, рыбалки и охоты.
На 2016 год Западная Виргиния являлся одним из бедных штатов США (по доходу на душу населения штат занимал 48 место среди 50). Последствия кризиса 2007—2009 годов значительно повлияли на экономику штата. На 2010 год около 70 000 жителей штата были безработными. На 2013 год рост ВВП штата составил 5,1 %. Одним из важных изменений в экономическом положении жителей штата было решение губернатора Томблина о расширении страхования Медикейд на работающих жителей, зарабатывающих до 138 % от прожиточного минимума. Около 147 000 жителей получили страховку 1 января 2014 года.
В 2016 году территория Западной Виргинии значительно пострадала от наводнения, затронувшего округа Клей, Николас, Уэбстер и Гринбрайер. Оно привело к многочисленным разрушениям и гибели 23 человек. Это наводнение было одним из самых масштабных на территории штата.